# サヘル・ローズ
サヘル・ローズ（Sahel Rosa、ペルシア語: ساحل رز、1985年10月21日 - ）は、日本で活動するタレント・俳優・コメンテーター。イラン出身。本名同じ。愛称はさっちゃん。エクセリング所属。
ラジオ・テレビ番組では「サヘル」でクレジットされることも多い。

## 経歴

### 生い立ち
イラン西部のホラムシャハルに近い小さな町に14人の大家族の末っ子として生まれる。1989年2月下旬、イラン・イラク戦争さなかに国境近くにあったその町はイラク軍の空爆により壊滅、そして家族とは4歳で生き別れたとされる。その町へ救護隊ボランティア要員としてテヘラン大学からかけつけていたフローラ・ジャスミンに救助され、7歳までテヘランの児童養護施設で暮らすこととなる。物心がついた頃には孤児院で生活していたことから、実母の記憶はまったくなく、実父のこともぼんやりとしか記憶していないという。しかし後年、実際は家族と生き別れてはおらず、自身が孤児となった真相を知ることになる。詳細は後述。
空爆により、出生年・出生名が不明となり、フローラが考えた出生年や名前を使用することになる。サヘル・ローズとは「砂浜に咲く薔薇」という意味。薔薇が好きな養母が「薔薇は砂浜に咲かないはずだが、自らの力で困難に立ち向かう力強さを持ってほしい」という想いでつけた。7歳の時にフローラ・ジャスミンの養女となる。
養母フローラの生家は、身分の高い家柄であり、身元の明らかでないサヘルを養子として迎えることに反対する。その反対を押し切ったことによりフローラは勘当同然の状態となり、家族からの経済的な援助などが断ち切られた。それらの事情を日本に留学していたフローラの婚約者（イラン人男性）に相談すると、渡日を勧められた。フローラはサヘルを連れて1993年8月13日に渡日し、埼玉県志木市に住んでいた。
来日後すぐ、フローラの婚約者が小学校の入学手続きを済ませてくれたが、婚約者の"躾"という名の虐待に耐え兼ねて家を飛び出し、母子で2週間ほど真冬の公園でホームレス同然の生活を経験する。その際、小学校の給食調理員をしていた女性が毎日同じ服を着ているサヘルの様子に気づき、母子へ手を差し伸べたという。夕食の差し入れや、フローラの仕事口の世話、アパートの保証人にも名乗りを上げ、弁護士を雇って観光ビザから日本に住めるビザへ申請したのも、その女性である。また同時期に通っていた小学校の校長から日本語を学んだ。
小学5年生の時に都内へと引っ越す。中学校時代には自殺を考えるほどの深刻ないじめや差別を経験した。いじめの影響で成績が悪かったこと、また授業で育てた野菜を持ち帰れるという理由から、東京都立園芸高校定時制課程に進学。高校1年生の時に学費を稼ぐため芸能事務所に登録し、外国人エキストラのアルバイトを始める。高校3年生の時にJ-WAVEのオーディションを受けたのがきっかけで、「GOOD MORNING TOKYO」で初のラジオレポーターを経験し芸能界入り。大学と並行して東京アニメーションカレッジ専門学校の声優学科声優アクターズコースにも通い、また外国人のエキストラとして「奇跡体験!アンビリバボー」や「ザ!世界仰天ニュース」の再現ドラマに出演していた。
2008年3月、東海大学電子情報学部を卒業。大学時代にITを専攻しており、セキュリティのプログラミングやJavaなどを学んだ。

### 芸能活動
イランでも放送されていた『おしん』を孤児院で視聴していたことがきっかけで、幼少時代から「女優になりたい」という夢を持っていた。
前述の通り、高校3年時に芸能界入りし、モデルやラジオ番組の出演を経てテレビ番組にレギュラー出演するようになる。日本テレビ『THE・サンデー』などでは、滝川クリステルのものまねでニュースを読む「滝川クリサヘル」として出演している。バラエティ番組でのタレント活動に加え、イラン出身という特性を活かせる国際情報番組のキャスターにも起用されている。
舞台『恭しき娼婦』では主演を務め、映画『西北西』や主演映画『冷たい床』はさまざまな国際映画祭で正式出品され、ミラノ国際映画祭にて最優秀主演女優賞を受賞。映画や舞台、女優としても活動の幅を広げている。また、第9回若者力大賞を受賞。
2012年から児童養護施設の支援のほか、国際人権NGO「すべての子どもに家庭を」で親善大使を務めており、世界中を旅しながら難民キャンプや孤児、ストリートチルドレンなど子どもたちの支援活動も行っている。2020年にはアメリカで「人権活動家賞」を受賞した。
2024年、初監督映画『花束』が公開される。「児童養護施設出身の若者8人が自らの実体験を語りながら役者としても演技する実験的映画」とメディアで紹介された。

## 人物
- 趣味はガーデニング、絨毯織り、カフェ巡り[1]。特にガーデニングに関しては養母フローラと手掛けるバラ園があり、自身のSNSにもたびたび投稿している。他にも映画鑑賞、テニス、水泳、アーチェリー、バレーボール、スケート、卓球、コーヒー占いを挙げている。
- 日本語、ペルシャ語、ダリー語、タジク語を話す[1]。
- イスラム教徒である。養母フローラと共にイランから渡日した時の数少ない所持品のひとつにコーランがあった。
- 戦災のトラウマで、子供の頃は遊園地の歓声が悲鳴のようで怖かったという。また空爆を連想する為、現在でも花火は怖いと述べている[8][20]。
- これまで男性との交際経験が無いと述べている[21][22]。
- 一番の好物は白飯。自身のブログで「地球が滅びる前に食べておきたい食べ物は卵かけご飯」と述べている[23]。
- 好きなミュージシャンとしてBUCK-TICKを挙げており、CDや映像作品がリリースされる度に購入するほどのファンである。初めて聴いた『月世界』は現在も頻繁に聴くほど思い入れが強く、ラジオで曲をかけるとしたら必ず1位に挙げると述べている。リリースされた当時はCDを買う金銭的余裕がなかった為、テレビからカセットテープに録音し、中学校の登下校時に繰り返し聴いていた[24]。2023年10月にBUCK-TICKの櫻井敦司が急逝した際は、自身のSNSに追悼のコメントを掲載している[25][26]。
- 自身の芸能活動における目標のひとつとして、「イランのイメージを変えたい」と語っている。これにはエキストラのアルバイトをしていた時期に、テロリストの役が定期的に入ってきたといい、「中東人＝テロリスト」という固定観念に悔しい思いを経験したことが背景にある[27]。同時に「養母フローラのことを歴史に残したい」とも述べており、自身の生い立ちから「血の繋がっていない人同士でも愛し合うことが出来る」ことを強く発信していくこと、そして将来はイランに孤児院を設立することを人生の目標に掲げている。
- 前述の通り、イラン・イラク戦争の空爆により家族の中で自身のみが生き残り、孤児になったと聞かされていた。しかし2015年にイランへ帰国し、かつて育ったテヘランの孤児院を訪問した際に、生き別れたのではなく自身が「家族に置き去りにされた子」であるという真相を知ったと述べている[28]。

## エピソード
- 2011年4月23日、前月に発生した東日本大震災を受けて、アラーグチー駐日イラン大使の夫人や大使館のシェフらとともに、被災地の岩手県山田町を訪問して500食以上の炊き出しを行い、鶏肉のトマトシチュー[29]、ナン、伝統菓子などを振る舞った[30]。
- 2013年に初めて単身でイランに帰国している。その後も仕事などで度々イランを訪れている。
- 2022年秋に養母フローラの弟（叔父）が亡くなり、一周忌を迎えてなお悲しみが癒えない母を時にぶつかり時に支え合いながら暮らしている。[31]
- 2024年度から高等学校で使用されるコミュニケーション英語Ⅲの検定教科書『Heartening』（桐原書店刊）に、自身のエピソードがLesson 1のReading本文として掲載された。

## 出演

### テレビ番組

#### 現在のレギュラー
- いいものプレミアム（2014年 - 、フジテレビ「ノンストップ!」内番組） - レギュラー
- Fresh Faces 〜アタラシイヒト〜（2015年4月5日 - 、BS朝日） - ナレーター[1]
- チャント!（2019年4月 - 、CBCテレビ） - コメンテーター
- アラビーヤ・シャベリーヤ! 第2シリーズ「エジプト編」（2021年1月 - 、NHK Eテレ） - 生徒
- Where We Call Home（NHKワールドTV。基は国外放送機関向けに制作された英語版。これをNHK BS（旧NHK BS1）で邦訳したものでのナレーターを担当）

#### 現在の準レギュラー
- ハートネットTV（NHK Eテレ）[1]

#### 過去のレギュラー
- 探検バクモン（NHK総合）[1]
- サヘル・ローズのイチオシNIPPON（2015年 - 2018年3月、TwellV）[1] - 冠番組
- サヘル・ローズの天晴!品川（2018年、品川ケーブルTV）
- ネプ&イモトの世界番付（日本テレビ）
- モバHO!（モバイル放送）

「夕刊フジTV」（2006年） - アシスタント
- THE・サンデー（日本テレビ）

「滝川クリサヘルの週刊!男前ニュース」 - キャスター ※「滝川クリサヘル」名義（後に本名がクレジットされるようになった）
- TOKYOモーニングサプリ（TOKYO MX）
- ザ・ゴールデンアワー（TOKYO MX）
- 科学忍者隊ガッチャピン（BSフジ）
- スーパーJチャンネル（2006年1月 - 2016年12月、テレビ朝日）[1]
- 地球ドキュメント ミッション（2010年4月4日 - 2011年3月、NHK BShi） - 進行
- 地球テレビ100（2011年4月 - 2012年3月31日、NHK BS1） - 進行
- ニュースで英会話（2013年度月1回、、NHK Eテレ） - 伊藤サムが講師を務める分を担当
- ニッポン・ダンディ（2013年3月29日 - 2014年3月28日 - 、TOKYO MX） - 金曜バーディ
- セカイマ（Dlife） - タブレットの声役として

#### ドラマ
- Q.E.D. 証明終了 第4話（2009年1月29日、NHK総合） - エバ・スークタ 役
- 風に舞い上がるビニールシート 第4話（2009年6月27日、NHK総合） - 結城マリア 役
- 金曜プレステージ 所轄刑事5 〜振り込め詐欺の出し子を探せ〜（2010年1月22日、フジテレビ） - シンシア 役
- ドラマW 分身 第2回（2012年2月、WOWOW） - TVキャスター 役
- シークレットガールズ 第10話（2012年3月23日、ちゃお・フジテレビ見参楽） - ニュースキャスター 役
- 素敵な選TAXI 第6話（2014年11月18日、関西テレビ） - 澤口ヘルローズ 役
- まどろみバーメイド 〜屋台バーで最高の一杯を。〜 第10話（2019年9月15日、BSテレ東） - 美濃テレシア 役
- だから私はメイクする 第5話（2020年11月5日、テレビ東京） - アイシャ 役
- マイスモールランド（2022年3月24日、NHK BS1） - ロナヒ 役
- 相棒（テレビ朝日）
  - season21
    - 第1話「ペルソナ・ノン・グラータ〜殺人招待状」（2022年10月12日） - アイシャ・ラ・プラント 役[32]
    - 第2話「ペルソナ・ノン・グラータ〜二重の陰謀」（2022年10月19日） - アイシャ・ラ・プラント 役
- やさしい猫 第3話・第4話（2023年7月8日・22日、NHK総合） - アミラ 役

#### 過去の出演番組・単発番組
- 徹子の部屋（2009年4月14日・2015年12月14日・2021年4月5日、テレビ朝日） - ゲスト[7]
- 愛の劇場〜男と女はトメラレナイ〜 （2010年4月16日・8月06日、NHK教育テレビ） - ゲスト[21]
- ざっくりまとめました〜まさかのピンチ解決マニュアル!?〜（2016年3月24日、フジテレビ）
- クローズアップ現代+（2018年6月、NHK総合）
- これでわかった！世界のいま（2018年6月、NHK総合） - 定期的に出演
- こころの時代〜宗教・人生〜「砂浜に咲く薔薇(ばら)のように」（2020年6月4日、NHK Eテレ）[33][34][35]
- ETV特集 サヘルの旅〜傷（いた）みと生きるということ〜（2020年8月15日、NHK Eテレ）[36][注 4]
- 世界はほしいモノにあふれてる 〜旅するバイヤー極上リスト〜「恋しいペルシャ 美の源流」（2020年8月20日、NHK総合）[43][注 5]
- 生中継!江戸を彩る桜（2021年3月26日、NHK BSプレミアム）[47]
- 渋沢栄一inパリ万博（2021年8月1日、NHK BSプレミアム） - 司会 [48]
- サウジアラビア千夜一夜　〜サヘル・ローズ　メッカへの旅〜（2024年1月6日、NHK-BS）[49]
- 時をかけるテレビ〜今こそ見たい！この1本〜 （2024年5月3日、NHK）[50]
- ETV特集「サヘルと8人の子どもたち」（2024年5月25日、NHK Eテレ）[51]

### ラジオ番組

#### 現在のレギュラー
- 爆笑問題の日曜サンデー（TBSラジオ）「千代田絨毯presents サヘルの小部屋 ペルシャを語ろう!」 - パーソナリティ
- SDGes学部 ミライコード（TOKYO FM） - パーソナリティ

#### 過去のレギュラー
- 吉田照美 飛べ!サルバドール（文化放送）
- GOOD MORNING TOKIO（J-WAVE） - NISSAN "MORNING EXPRESS" コミュニケーター
- 東京REMIX族（J-WAVE） - ナビゲーター
- ガイジンさん大指摘!爆笑!日本人の急所!（ラジオ日本） - パネラー
- サヘル・ガーデン 今日の目 明日の芽（文化放送） - パーソナリティ
- Japan Furusato Network（JFN系列全局）
- 世の中面白研究所（NHKラジオ第1） - レポーター

#### 単発放送
- J-WAVE HOLIDAY SPECIAL 「ミュージックバイオリズム」（2004年10月11日、J-WAVE） - パーソナリティ
- 知っていますか？ロービジョン～0と1の間（2022年9月19日、文化放送）

### 映画
- 東京島（2010年） - キム 役
- ペコロスの母に会いに行く（2013年、森﨑東監督）
- 愛の果実（2014年、金田敬監督） - 秘書 役
- リスナー（2015年） - Sally 役
- 振り子（2015年） - 洋品店員 役
- 西北西（2015年製作・2018年9月劇場公開、中村拓朗監督）[52] - イラン人留学生ナイマ 役
- みんな!エスパーだよ!（2015年）- ジュリー・バブコック 役
- 冷たい床／Cold Feet（2017年、末長敬司監督） - 主演・速見アリサ 役。2019年第6回ミラノ国際映画祭（MILAN IFF）外国語映画部門／最優秀主演女優賞[53]。
- 殺る女（2018年、宮野ケイジ監督）
- 銃（2018年、武正晴監督）[54] - 駅前のウエイトレス 役
- 銃2020（2020年7月10日、武正晴監督）
- VIDEOPHOBIA（2020年10月24日、宮崎大祐監督） - 被害者の会会長 役
- ターコイズの空の下で（2021年2月26日、KENTARO監督） - 三郎の秘書 役
- 女たち（2021年5月21日、内田伸輝監督） - 田中マリアム 役
- マイスモールランド（2022年5月6日、川和田恵真監督） - ロナヒ 役
- キリエのうた（2023年10月13日、 岩井俊二監督） - 教会のスタッフ 役[55]
- シサㇺ（2024年9月13日、中尾浩之監督） - リキアンノ 役[56][57]
- 花束（2024年、サヘル・ローズ監督）
- V. MARIA（2025年4月1日、宮崎大祐監督） - 響子 役[58]
- キャンドルスティック（2025年7月4日、米倉強太監督）[59]
- 九龍ジェネリックロマンス（2025年8月29日公開予定、池田千尋監督） - 「クラブ万里」のママ 役[60][61]

### 吹き替え
- 女処刑人（サラ）
- エンダーのゲーム（ビヘリ）

### 舞台
- 「龍馬疾る！」（2006年） - マーガレット 役
- 「志士たち」（2008年6月、新宿シアターサンモール） - お竜役 役
- 「Asterisk」トリビアファクトリー（2009年5月3日 - 4日）
- ぱるエンタープライズ公演Vol.28「Peach Boy's」（2012年3月15日 - 18日、シアターサンモール） - おきよ　役
- エクセリング主催公演「バイオハザードカフェで朝食を」（2013年2月5日 - 10日、俳優座劇場）
- 大人の麦茶公演「ゆびにのこるかおり。」（2013年11月29日 - 12月8日、紀伊国屋劇場）
- Initial Film株式会社公演「あなたに贈る×（キス）」（2013年12月18日 - 22日、シアターサンモール）
- Project Nyx公演「宝島」（2014年2月7日 - 16日、東京芸術劇場 シアターウエスト）
- Project Nyx公演「千夜一夜」（2015年1月16日 - 25日、東京芸術劇場 シアターウエスト）
- パルコ・プロデュース公演「メルシー！おもてなし 〜志の輔らくごMIX〜」（2016年6月4日 - 26日、PARCO劇場）
- ProjectNyx公演「時代はサーカスの象にのって」（2017年1月19日 - 23日、新宿FACE）
- オフィス3○○特別公演「川を渡る夏」（2017年9月15日 - 24日、すみだパークスタジオ倉）
- ピュア―マリー公演「殺しのリハーサル」（2018年4月12日 - 15日、スペース・ゼロ）
- 新宿梁山泊公演「恭しき娼婦」（2018年10月10日 - 14日、東京芸術劇場シアターウエスト）
- metro公演「陰獣INTO THE DARKNESS」（2019年1月17日 - 20日、赤坂レッドシアター）
- グッドピープル（2021年10月27日 - 31日、博品館劇場）[62]
- 舞台「G7」（2025年4月11日 - 15日、三越劇場）[63]
- métro 第15回公演「REAL」（2025年9月11日 - 14日〈予定〉、インディペンデントシアターOji）[64]

### 連載コラム
- 「メトロガイド」〜サヘル・ローズのコトダマ日詩〜
- 「毎日新聞」〜おんなのしんぶん〜

### CM
- カネボウ化粧品「I HOPE. 希望の口紅」（2024年）[65]

## リリース作品

### DVD
- サヘルローズ「初めてのサヘル」（2008年、ポニーキャニオン）
- 福祉ビデオシリーズ『新しい絆の作り方 特別養子縁組・里親入門』（2019年3月、司会：サヘル・ローズ、ディレクター：猪瀬美樹 NHK厚生文化事業団）

### 書籍
- 戦場から女優へ （2009年1月27日、文藝春秋 ISBN 978-4-16-371020-4）
- 言葉の花束　困難を乗り切るための”自分育て” （2022年1月17日、講談社 ISBN 978-4-06-526636-6）
- Dear : 16とおりのへいわへのちかい（2024年11月、イマジネイション・プラス ISBN 978-4-909809-62-9）
- これから大人になるアナタに伝えたい10のこと : 自分を愛し、困難を乗りこえる力（2024年11月、童心社 ISBN 978-4-494-02085-0

#### 共著
- 安田菜津紀（写真）『あなたと、わたし』日本写真企画、2018年12月。ISBN 978-4865620849。

#### 編著
- 支える、支えられる、支え合う （2021年11月29日、岩波書店。ISBN 978-4-00-027242-1）